# Record italiani del nuoto
I record italiani del nuoto sono i tempi più veloci mai nuotati in una competizione, da un nuotatore o una staffetta di nuotatori che rappresenta l’Italia.
Ogni record, maschile e femminile, in vasca lunga e in vasca corta, viene ratificato dalla FIN.
I record vengono suddivisi per tipologia di piscina (vasca lunga 50 m e vasca corta 25 m), sesso (maschili e femminili), stile di nuoto (stile libero, dorso, rana, farfalla, misti), e distanza da 50 m a 1500 m per lo stile libero, da 50 m a 200 m per dorso, rana e farfalla, da 100 m (solo in vasca corta) a 400 m nei misti.
(Dati aggiornati al 2 agosto 2025)

## Vasca lunga (50 m)

### Uomini
| Gara                     | Tempo    | +               | Atleta                                                                                                | Data                          | Evento                                 | Luogo                           | Ref   |
| ------------------------ | -------- | --------------- | --- | ----------------------------- | -------------------------------------- | ------------------------------- | ----- |
| Stile libero             |          |                 | |                               |                                        |                                 |       |
| 50 m                     | 21"37    | sf              | Andrea Vergani                                                                                        | 8 agosto 2018                 | Campionati europei                     | Glasgow, Regno Unito            | [ 1 ] |
| 100 m                    | 47"45    |                 | Alessandro Miressi                                                                                    | 23 maggio 2021                | Campionati europei                     | Budapest, Ungheria              |       |
| 200 m                    | 1'45"15  |                 | Carlos D'Ambrosio                                                                                     | 20 agosto 2025                | Campionati mondiali giovanili          | Otopeni, Romania                |       |
| 400 m                    | 3'43"23  |                 | Gabriele Detti                                                                                        | 21 luglio 2019                | Campionati mondiali                    | Gwangju, Corea del Sud          |       |
| 800 m                    | 7'39"27  |                 | Gregorio Paltrinieri                                                                                  | 24 luglio 2019                | Campionati mondiali                    | Gwangju, Corea del Sud          |       |
| 1500 m                   | 14'32"80 | Record europeo  | Gregorio Paltrinieri                                                                                  | 25 giugno 2022                | Campionati mondiali                    | Budapest, Ungheria              |       |
| Dorso                    |          |                 | |                               |                                        |                                 |       |
| 50 m                     | 24"40    | =               | Thomas Ceccon                                                                                         | 15 agosto 2022                | Campionati europei                     | Roma, Italia                    |       |
| 50 m                     | 24"40    | =               | Michele Lamberti                                                                                      | 22 giugno 2024                | 60° Trofeo Settecolli                  | Roma, Italia                    |       |
| 100 m                    | 51"60    | Record mondiale | Thomas Ceccon                                                                                         | 20 giugno 2022                | Campionati mondiali                    | Budapest, Ungheria              |       |
| 200 m                    | 1'55"71  |                 | Thomas Ceccon                                                                                         | 21 aprile 2025                | Campionati australiani                 | Brisbane, Australia             | [ 2 ] |
| Rana                     |          |                 | |                               |                                        |                                 |       |
| 50 m                     | 26"27    | b               | Ludovico Viberti                                                                                      | 27 giugno 2025                | 61° Trofeo Settecolli                  | Roma, Italia                    |       |
| 100 m                    | 58"26    |                 | Nicolò Martinenghi                                                                                    | 19 giugno 2022 12 agosto 2022 | Campionati mondiali Campionati europei | Budapest, Ungheria Roma, Italia |       |
| 200 m                    | 2'08"50  | sf g            | Loris Facci                                                                                           | 30 luglio 2009                | Campionati mondiali                    | Roma, Italia                    | [ 3 ] |
| Farfalla                 |          |                 | |                               |                                        |                                 |       |
| 50 m                     | 22"67    |                 | Thomas Ceccon                                                                                         | 28 luglio 2025                | Campionati mondiali                    | Kallang, Singapore              |       |
| 100 m                    | 50"42    | sf              | Thomas Ceccon                                                                                         | 1° agosto 2025                | Campionati mondiali                    | Kallang, Singapore              |       |
| 200 m                    | 1'54"28  |                 | Federico Burdisso                                                                                     | 19 maggio 2021                | Campionati europei                     | Budapest, Ungheria              |       |
| Misti                    |          |                 | |                               |                                        |                                 |       |
| 200 m                    | 1'56”21  |                 | Alberto Razzetti                                                                                      | 28 novembre 2023              | Campionati italiani                    | Riccione, Italia                |       |
| 400 m                    | 4'09"29  |                 | Alberto Razzetti                                                                                      | 30 novembre 2023              | Campionati italiani                    | Riccione, Italia                |       |
| Staffette a stile libero |          |                 | |                               |                                        |                                 |       |
| 4×100 m                  | 3'09"58  |                 | Carlos D'Ambrosio (47"78) Thomas Ceccon (47"10) Lorenzo Zazzeri (47"36) Manuel Frigo (47"34)          | 27 luglio 2025                | Campionati mondiali                    | Kallang, Singapore              | [ 4 ] |
| 4×200 m                  | 7'02"01  |                 | Filippo Megli (1'45"86) Gabriele Detti (1'45"30) Stefano Ballo (1'45"27) Stefano Di Cola (1'45"58)    | 26 luglio 2019                | Campionati mondiali                    | Gwangju, Corea del Sud          | [ 5 ] |
| Staffetta mista          |          |                 | |                               |                                        |                                 |       |
| 4×100 m                  | 3'27"51  | =               | Thomas Ceccon (51"93) Nicolò Martinenghi (57"47) Federico Burdisso (50"63) Alessandro Miressi (47"48) | 25 giugno 2022                | Campionati mondiali                    | Budapest, Ungheria              |       |

Legenda:  - Record del mondo;  - Record europeo;

Record non ottenuti in finale: (b) - batteria; (sf) - semifinale; (s) - staffetta prima frazione.

(g) - in costume gommato 

### Donne
| Gara                     | Tempo    | +              | Atleta | Data           | Evento                       | Luogo                  | Ref    |
| ------------------------ | -------- | -------------- | --- | -------------- | ---------------------------- | ---------------------- | ------ |
| Stile libero             |          |                | |                |                              |                        |        |
| 50 m                     | 24”41    | b              | Sara Curtis | 2 agosto 2025  | Campionati mondiali          | Kallang, Singapore     |        |
| 100 m                    | 53"01    |                | Sara Curtis | 15 aprile 2025 | Campionati Italiani Assoluti | Riccione, Italia       |        |
| 200 m                    | 1'52"98  | g              | Federica Pellegrini                                                                                            | 29 luglio 2009 | Campionati mondiali          | Roma, Italia           | [ 6 ]  |
| 400 m                    | 3'59"15  | g              | Federica Pellegrini                                                                                            | 26 luglio 2009 | Campionati mondiali          | Roma, Italia           | [ 7 ]  |
| 800 m                    | 8'12"81  | Record europeo | Simona Quadarella                                                                                              | 2 agosto 2025  | Campionati mondiali          | Kallang, Singapore     |        |
| 1500 m                   | 15'31"79 | Record europeo | Simona Quadarella                                                                                              | 29 luglio 2025 | Campionati mondiali          | Kallang, Singapore     |        |
| Dorso                    |          |                | |                |                              |                        |        |
| 50 m                     | 27"39    |                | Silvia Scalia                                                                                                  | 13 agosto 2022 | Campionati europei           | Roma, Italia           |        |
| 100 m                    | 58"92    |                | Margherita Panziera                                                                                            | 4 aprile 2019  | Campionati italiani          | Riccione, Italia       |        |
| 200 m                    | 2'05"56  |                | Margherita Panziera                                                                                            | 31 marzo 2021  | Campionati italiani          | Riccione, Italia       | [ 8 ]  |
| Rana                     |          |                | |                |                              |                        |        |
| 50 m                     | 29"30    | sf             | Benedetta Pilato                                                                                               | 22 maggio 2021 | Campionati europei           | Budapest, Ungheria     |        |
| 100 m                    | 1'05"44  |                | Benedetta Pilato                                                                                               | 21 giugno 2024 | 60° Trofeo Settecolli        | Roma, Italia           |        |
| 200 m                    | 2'23"06  |                | Francesca Fangio                                                                                               | 27 giugno 2021 | 58° Trofeo Settecolli        | Roma, Italia           |        |
| Farfalla                 |          |                | |                |                              |                        |        |
| 50 m                     | 25"49    | b              | Silvia Di Pietro                                                                                               | 1° agosto 2025 | Campionati mondiali          | Kallang, Singapore     | [ 9 ]  |
| 100 m                    | 57"04    | sf             | Elena Di Liddo                                                                                                 | 21 luglio 2019 | Campionati mondiali          | Gwangju, Corea del Sud |        |
| 200 m                    | 2'06"50  | g              | Caterina Giacchetti                                                                                            | 26 maggio 2009 | Campionati italiani          | Pescara, Italia        | [ 10 ] |
| Misti                    |          |                | |                |                              |                        |        |
| 200 m                    | 2'09"30  |                | Sara Franceschi                                                                                                | 25 giugno 2023 | 59° Trofeo Settecolli        | Roma, Italia           | [ 11 ] |
| 400 m                    | 4'34"34  | g              | Alessia Filippi                                                                                                | 10 agosto 2008 | Giochi olimpici              | Pechino, Cina          | [ 12 ] |
| Staffette a stile libero |          |                | |                |                              |                        |        |
| 4×100 m                  | 3'35"18  |                | Sara Curtis (53"29) Emma Virginia Menicucci (53"87) Chiara Tarantino (53"75) Sofia Morini (54"27)              | 27 luglio 2025 | Campionati mondiali          | Kallang, Singapore     | [ 13 ] |
| 4×200 m                  | 7'46"57  | g              | Renata Spagnolo (1'58"79) Alessia Filippi (1'56"97) Alice Carpanese (1'57"36) Federica Pellegrini (1'53"45)    | 30 luglio 2009 | Campionati mondiali          | Roma, Italia           | [ 14 ] |
| Staffetta mista          |          |                | |                |                              |                        |        |
| 4×100 m                  | 3'55"79  | b              | Margherita Panziera (1'00"55) Arianna Castiglioni (1'05"26) Elena Di Liddo (56"74) Federica Pellegrini (53"24) | 30 luglio 2021 | Giochi olimpici              | Tokyo, Giappone        | [ 15 ] |

Legenda:  - Record del mondo;  - Record europeo;

Record non ottenuti in finale: (b) - batteria; (sf) - semifinale; (s.o.) - spareggio; (s) - staffetta prima frazione.

(g) - in costume gommato 

### Mista
| Gara                     | Tempo   | + | Atleta | Data           | Evento              | Luogo              | Ref    |
| ------------------------ | ------- | - | --- | -------------- | ------------------- | ------------------ | ------ |
| Staffetta a stile libero |         |   | |                |                     |                    |        |
| 4x100 m                  | 3'21"48 |   | Manuel Frigo(48"18) Carlos D'Ambrosio(47"34) Sara Curtis (52"40) Emma Virginia Menicucci (53"56)              | 2 agosto 2025  | Campionati mondiali | Kallang, Singapore | [ 16 ] |
| 4×200 m                  | 7'29"35 |   | Stefano Ballo (1'46"96) Stefano Di Cola (1'46"16) Federica Pellegrini (1'55"66) Margherita Panziera (2'00"57) | 18 maggio 2021 | Campionati europei  | Budapest, Ungheria |        |
| Staffetta mista          |         |   | |                |                     |                    |        |
| 4x100 m                  | 3'39"28 |   | Thomas Ceccon (52"23) Nicolò Martinenghi (57"73) Elena Di Liddo (56"62) Federica Pellegrini (52"70)           | 31 luglio 2021 | Giochi olimpici     | Tokyo, Giappone    | [ 17 ] |

Legenda:  - Record del mondo;  - Record europeo;

Record non ottenuti in finale: (b) - batteria; (sf) - semifinale; (s) - staffetta prima frazione.

## Vasca corta (25 m)

### Uomini
| Gara                     | Tempo    | +               | Atleta                                                                                                | Data             | Evento                         | Luogo                   | Ref    |
| ------------------------ | -------- | --------------- | --- | ---------------- | ------------------------------ | ----------------------- | ------ |
| Stile libero             |          |                 | |                  |                                |                         |        |
| 50 m                     | 20"69    |                 | Marco Orsi                                                                                            | 5 dicembre 2014  | Campionati mondiali            | Doha, Qatar             | [ 18 ] |
| 100 m                    | 45"51    |                 | Alessandro Miressi                                                                                    | 10 dicembre 2023 | Campionati europei             | Otopeni, Romania        | [ 19 ] |
| 200 m                    | 1'41"61  |                 | Carlos D'Ambrosio                                                                                     | 31 marzo 2025    | Criteria nazionali giovanili   | Riccione, Italia        | [ 20 ] |
| 400 m                    | 3'36"63  |                 | Gabriele Detti                                                                                        | 7 aprile 2019    | Campionato nazionale a squadre | Riccione, Italia        |        |
| 800 m                    | 7'27"94  |                 | Gregorio Paltrinieri                                                                                  | 7 novembre 2021  | Campionati europei             | Kazan', Russia          |        |
| 1500 m                   | 14'08"06 |                 | Gregorio Paltrinieri                                                                                  | 4 dicembre 2015  | Campionati europei             | Netanya, Israele        | [ 21 ] |
| Dorso                    |          |                 | |                  |                                |                         |        |
| 50 m                     | 22"62    | s               | Michele Lamberti                                                                                      | 3 novembre 2021  | Campionati europei             | Kazan', Russia          |        |
| 100 m                    | 49"04    |                 | Lorenzo Mora                                                                                          | 14 dicembre 2022 | Campionati mondiali            | Melbourne, Australia    | [ 22 ] |
| 200 m                    | 1'48"43  |                 | Lorenzo Mora                                                                                          | 10 dicembre 2023 | Campionati europei             | Otopeni, Romania        | [ 19 ] |
| Rana                     |          |                 | |                  |                                |                         |        |
| 50 m                     | 25"37    | sf              | Nicolò Martinenghi                                                                                    | 6 novembre 2021  | Campionati europei             | Kazan', Russia          |        |
| 100 m                    | 55"63    |                 | Nicolò Martinenghi                                                                                    | 4 novembre 2021  | Campionati europei             | Kazan', Russia          |        |
| 200 m                    | 2'03"80  |                 | Edoardo Giorgetti                                                                                     | 18 dicembre 2009 | Duel in the Pool               | Manchester, Regno Unito | [ 23 ] |
| Farfalla                 |          |                 | |                  |                                |                         |        |
| 50 m                     | 22"01    |                 | Michele Busa                                                                                          | 11 dicembre 2024 | Campionati mondiali            | Budapest, Ungheria      |        |
| 100 m                    | 48"64    |                 | Matteo Rivolta                                                                                        | 27 novembre 2021 | International Swimming League  | Eindhoven, Paesi Bassi  |        |
| 200 m                    | 1'48"64  | Record europeo  | Alberto Razzetti                                                                                      | 12 dicembre 2024 | Campionati mondiali            | Budapest, Ungheria      | [ 24 ] |
| Misti                    |          |                 | |                  |                                |                         |        |
| 100 m                    | 50"95    |                 | Marco Orsi                                                                                            | 7 novembre 2021  | Campionati europei             | Kazan', Russia          |        |
| 200 m                    | 1'50"88  |                 | Alberto Razzetti                                                                                      | 10 dicembre 2024 | Campionati mondiali            | Budapest, Ungheria      | [ 25 ] |
| 400 m                    | 3'57"01  |                 | Alberto Razzetti                                                                                      | 10 dicembre 2023 | Campionati europei             | Otopeni, Romania        | [ 19 ] |
| Staffette a stile libero |          |                 | |                  |                                |                         |        |
| 4×50 m                   | 1'22"90  |                 | Santo Condorelli (21"27) Andrea Vergani (20"44) Lorenzo Zazzeri (20"57) Alessandro Miressi (20"62)    | 14 dicembre 2018 | Campionati mondiali            | Hangzhou, Cina          | [ 26 ] |
| 4×100 m                  | 3'02"75  | Record europeo  | Alessandro Miressi (46"15) Paolo Conte Bonin (45"93) Leonardo Deplano (45"54) Thomas Ceccon (45"13)   | 13 dicembre 2022 | Campionati mondiali            | Melbourne, Australia    | [ 22 ] |
| 4×200 m                  | 6'47"51  |                 | Filippo Megli (1'42"26) Manuel Frigo (1'42"15) Carlos D'Ambrosio (1'41"48) Alberto Razzetti (1'41"62) | 13 dicembre 2024 | Campionati mondiali            | Budapest, Ungheria      |        |
| Staffette miste          |          |                 | |                  |                                |                         |        |
| 4×50 m                   | 1'29"72  | Record mondiale | Lorenzo Mora (22"65) Nicolò Martinenghi (24"95) Matteo Rivolta (21"60) Leonardo Deplano (20"52)       | 17 dicembre 2022 | Campionati mondiali            | Melbourne, Australia    | [ 22 ] |
| 4×100 m                  | 3'19"06  | Record europeo  | Lorenzo Mora (49"48) Nicolò Martinenghi (55"52) Matteo Rivolta (48"50) Alessandro Miressi (45"56)     | 18 Dicembre 2022 | Campionati mondiali            | Melbourne, Australia    | [ 22 ] |

Legenda:  - Record del mondo;  - Record europeo;

Record non ottenuti in finale: (b) - batteria; (sf) - semifinale; (s) - staffetta prima frazione.

### Donne
| Gara                     | Tempo    | +  | Atleta | Data              | Evento                         | Luogo                | Ref    |
| ------------------------ | -------- | -- | --- | ----------------- | ------------------------------ | -------------------- | ------ |
| Stile libero             |          |    | |                   |                                |                      |        |
| 50 m                     | 23"68    |    | Silvia Di Pietro                                                                                              | 14 dicembre 2024  | Campionati mondiali            | Budapest, Ungheria   | [ 27 ] |
| 100 m                    | 52"10    |    | Federica Pellegrini                                                                                           | 7 aprile 2019     | Campionato nazionale a squadre | Riccione, Italia     |        |
| 200 m                    | 1'51"17  |    | Federica Pellegrini                                                                                           | 13 dicembre 2009  | Campionati europei             | Istanbul, Turchia    | [ 28 ] |
| 400 m                    | 3'57"59  |    | Federica Pellegrini                                                                                           | 6 marzo 2011      | Campionato nazionale a squadre | Ostia, Italia        | [ 29 ] |
| 800 m                    | 8'04"53  |    | Alessia Filippi                                                                                               | 12 dicembre 2008  | Campionati europei             | Fiume, Croazia       | [ 30 ] |
| 1500 m                   | 15'29"74 |    | Simona Quadarella                                                                                             | 5 marzo 2021      | Intercentri Aniene             | Roma, Italia         |        |
| Dorso                    |          |    | |                   |                                |                      |        |
| 50 m                     | 26''03   | sf | Sara Curtis                                                                                                   | 12 dicembre 2024  | Campionati mondiali            | Budapest, Ungheria   | [ 31 ] |
| 100 m                    | 56"57    |    | Margherita Panziera                                                                                           | 4 dicembre 2019   | Campionati europei             | Glasgow, Regno Unito |        |
| 200 m                    | 2'01"45  |    | Margherita Panziera                                                                                           | 6 dicembre 2019   | Campionati europei             | Glasgow, Regno Unito |        |
| Rana                     |          |    | |                   |                                |                      |        |
| 50 m                     | 28"81    |    | Benedetta Pilato                                                                                              | 21 novembre 2020  | International Swimming League  | Budapest, Ungheria   |        |
| 100 m                    | 1'03"55  |    | Benedetta Pilato                                                                                              | 15 novembre 2020  | International Swimming League  | Budapest, Ungheria   |        |
| 200 m                    | 2'19"17  |    | Francesca Fangio                                                                                              | 14 aprile 2022    | Coppa Caduti di Brema          | Riccione, Italia     |        |
| Farfalla                 |          |    | |                   |                                |                      |        |
| 50 m                     | 25"03    |    | Silvia Di Pietro                                                                                              | 6 novembre 2021   | Campionati europei             | Kazan', Russia       |        |
| 100 m                    | 56"06    | sf | Elena Di Liddo                                                                                                | 15 dicembre 2018  | Campionati mondiali            | Hangzhou, Cina       | [ 32 ] |
| 200 m                    | 2'04"20  |    | Ilaria Bianchi                                                                                                | 6 dicembre 2019   | Campionati europei             | Glasgow, Regno Unito |        |
| Misti                    |          |    | |                   |                                |                      |        |
| 100 m                    | 58"45    |    | Costanza Cocconcelli                                                                                          | 26 settembre 2021 | International Swimming League  | Napoli, Italia       |        |
| 200 m                    | 2'06"17  |    | Ilaria Cusinato                                                                                               | 15 dicembre 2018  | Campionati mondiali            | Hangzhou, Cina       | [ 33 ] |
| 400 m                    | 4'26"06  |    | Alessia Filippi                                                                                               | 14 dicembre 2008  | Campionati europei             | Fiume, Croazia       | [ 34 ] |
| Staffette a stile libero |          |    | |                   |                                |                      |        |
| 4×50 m                   | 1'35"61  |    | Silvia Di Pietro (23"92) Erika Ferraioli (23"52) Aglaia Pezzato (24"06) Federica Pellegrini (24"11)           | 11 dicembre 2016  | Campionati mondiali            | Windsor, Canada      | [ 35 ] |
| 4×100 m                  | 3'29"48  |    | Erika Ferraioli (52"70) Aglaia Pezzato (52"76) Silvia Di Pietro (52"30) Federica Pellegrini (51"76)           | 5 dicembre 2014   | Campionati mondiali            | Doha, Qatar          | [ 36 ] |
| 4×200 m                  | 7'40"28  |    | Giulia D'innocenzo (1'54"49) Sofia Morini (1'53"88) Matilde Biagiotti (1'55"31) Anna Chiara Mascolo (1'56"60) | 12 dicembre 2024  | Campionati mondiali            | Budapest, Ungheria   | [ 37 ] |
| Staffette miste          |          |    | |                   |                                |                      |        |
| 4×50 m                   | 1'43"97  |    | Costanza Cocconcelli (26"87) Benedetta Pilato (28"75) Silvia Di Pietro (25"19) Jasmine Nocentini (23"16)      | 7 dicembre 2023   | Campionati europei             | Otopeni, Romania     | [ 19 ] |
| 4×100 m                  | 3'50"36  |    | Sara Curtis (57"41) Benedetta Pilato (1'04"30) Elena Capretta (57"01) Sofia Morini (51"64)                    | 15 dicembre 2024  | Campionati mondiali            | Budapest, Ungheria   | [ 38 ] |

Legenda:  - Record del mondo;  - Record europeo;

Record non ottenuti in finale: (b) - batteria; (sf) - semifinale; (s) - staffetta prima frazione.

### Mista
| Gara                     | Tempo   | + | Atleta                                                                                                | Data             | Evento              | Luogo                | Ref    |
| ------------------------ | ------- | - | --- | ---------------- | ------------------- | -------------------- | ------ |
| Staffetta a stile libero |         |   | |                  |                     |                      |        |
| 4x50 m                   | 1'28"28 |   | Alessandro Miressi (20"87) Lorenzo Zazzeri (20"48) Jasmine Nocentini (23"39) Silvia Di Pietro (23"54) | 9 dicembre 2023  | Campionati europei  | Otopeni, Romania     | [ 19 ] |
| Staffetta mista          |         |   | |                  |                     |                      |        |
| 4x50 m                   | 1'36"01 |   | Lorenzo Mora (22"59) Nicolò Martinenghi (24"83) Silvia Di Pietro (24"52) Costanza Cocconcelli (24"07) | 14 dicembre 2022 | Campionati mondiali | Melbourne, Australia | [ 22 ] |
| 4x100 m                  | 3'35"54 |   | Lorenzo Mora (50"11) Ludovico Viberti (57"08) Elena Capretta (56"77) Sara Curtis (51"58)              | 14 dicembre 2024 | Campionati mondiali | Budapest, Ungheria   | [ 39 ] |

Legenda:  - Record del mondo;  - Record europeo;

Record non ottenuti in finale: (b) - batteria; (sf) - semifinale; (s) - staffetta prima frazione.